# Bison d'Amérique
Bison bison
Pour les articles homonymes, voir Bison (homonymie).
Répartition géographique
Espèce
Statut de conservation UICN

 NT  : Quasi menacé
Le Bison d'Amérique (Bison bison) est l'une des deux espèces de bison encore vivantes, l'autre étant le Bison d'Europe. Le Bison des plaines (Bison bison bison), une de ses deux sous-espèces, est caractéristique des grandes prairies du Midwest en Amérique du Nord ; il était un animal essentiel pour de nombreuses cultures amérindiennes. L'économie des Indiens des Grandes Plaines était largement fondée sur sa chasse, alors qu'il vivait en immenses troupeaux migrant au gré des saisons. 
Avant l'arrivée des colons européens en Amérique, on comptait encore 50 à 70 millions de Bisons d'Amérique, vivant et migrant sur les plaines herbeuses du Mexique au Canada. Ces troupeaux ont été pourchassés et presque exterminés à la fin du XIXe siècle par les colons, pour réduire les Amérindiens, au point de menacer quasiment la survie de l'espèce (il n'en restait que 325 en 1884). C'est le premier cas américain de réintroduction réussie d'une espèce de mammifères à l'état sauvage (il y en aurait environ 500 000 en 2015, et au moins quelques-uns dans chaque État). En mai 2016, le bison devient le mammifère officiel des États-Unis à la suite de la promulgation du National Bison Legacy Act,.

## Sous-espèces
Il existe deux sous-espèces de Bison bison en Amérique du Nord, le Bison des plaines (Bison bison bison) et le Bison des bois (Bison bison athabascae). Cette dernière sous-espèce, qui a toujours été moins abondante, habite le Canada (environ 3 000 têtes dans les années 1990) et est majoritairement composée d'animaux vivant en liberté. La principale différence entre les deux sous-espèces est la forme de la bosse : arrondie chez Bison bison bison, plus grande et « carrée » chez Bison bison athabascae. Les deux sous espèces ne sont pas protégées par la CITES (la sous-espèce des forêts, un temps classée en annexe II en a été retirée en 2016). Certains scientifiques (Reynolds, 1982 [réf. souhaitée]) estiment qu'il n'y a pas lieu de différencier deux sous-espèces, tant elles se ressemblent.

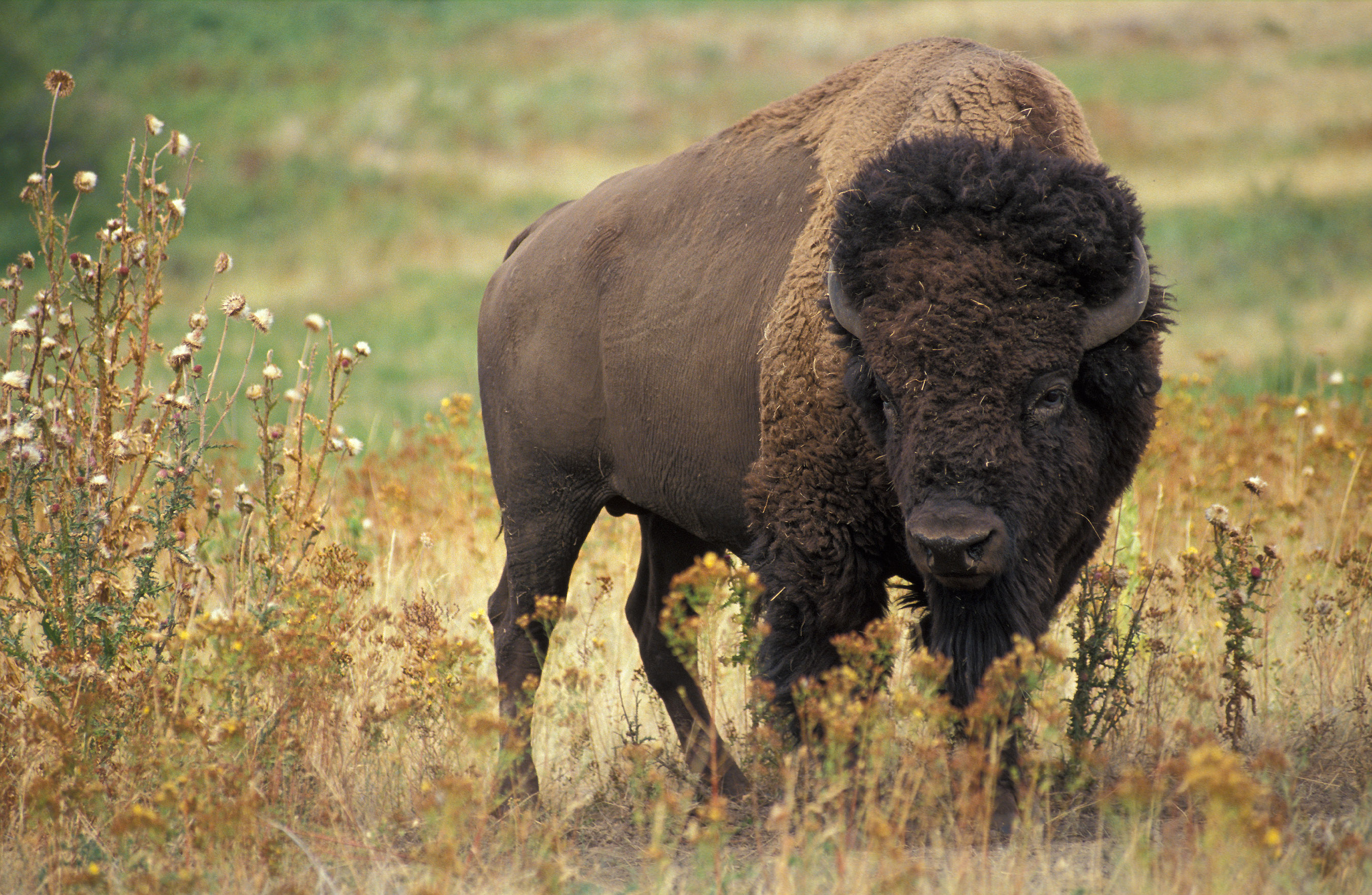
Bison des plaines (Bison bison bison).
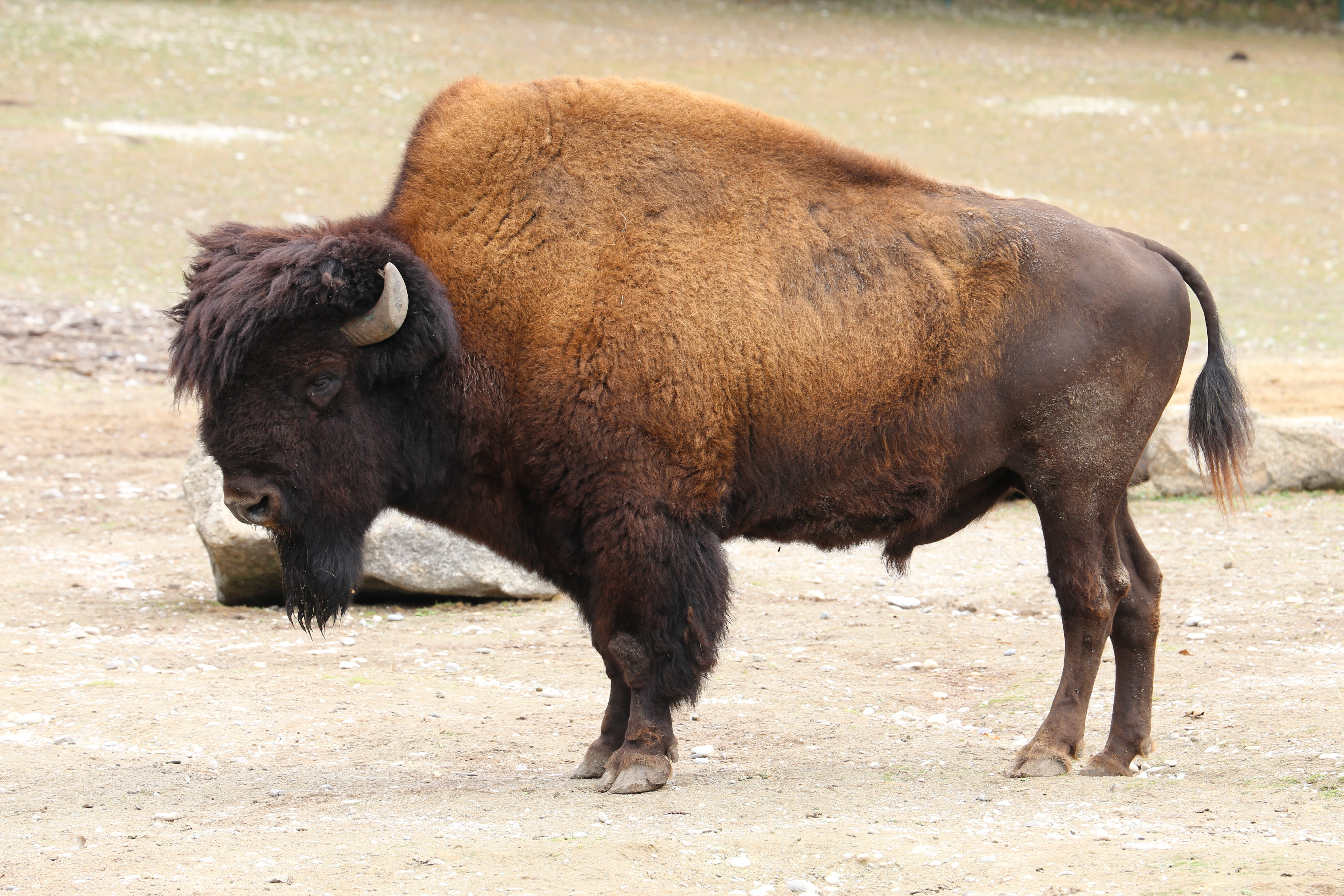
Bison des bois (Bison bison athabascae).

2 sous-espèces sont éteintes :
- †Bison de l'Oregon (Bison bison oregonus)
- †Bison de Pennsylvanie (Bison bison pennsylvanicus).

## Principales caractéristiques physiques et éthologiques

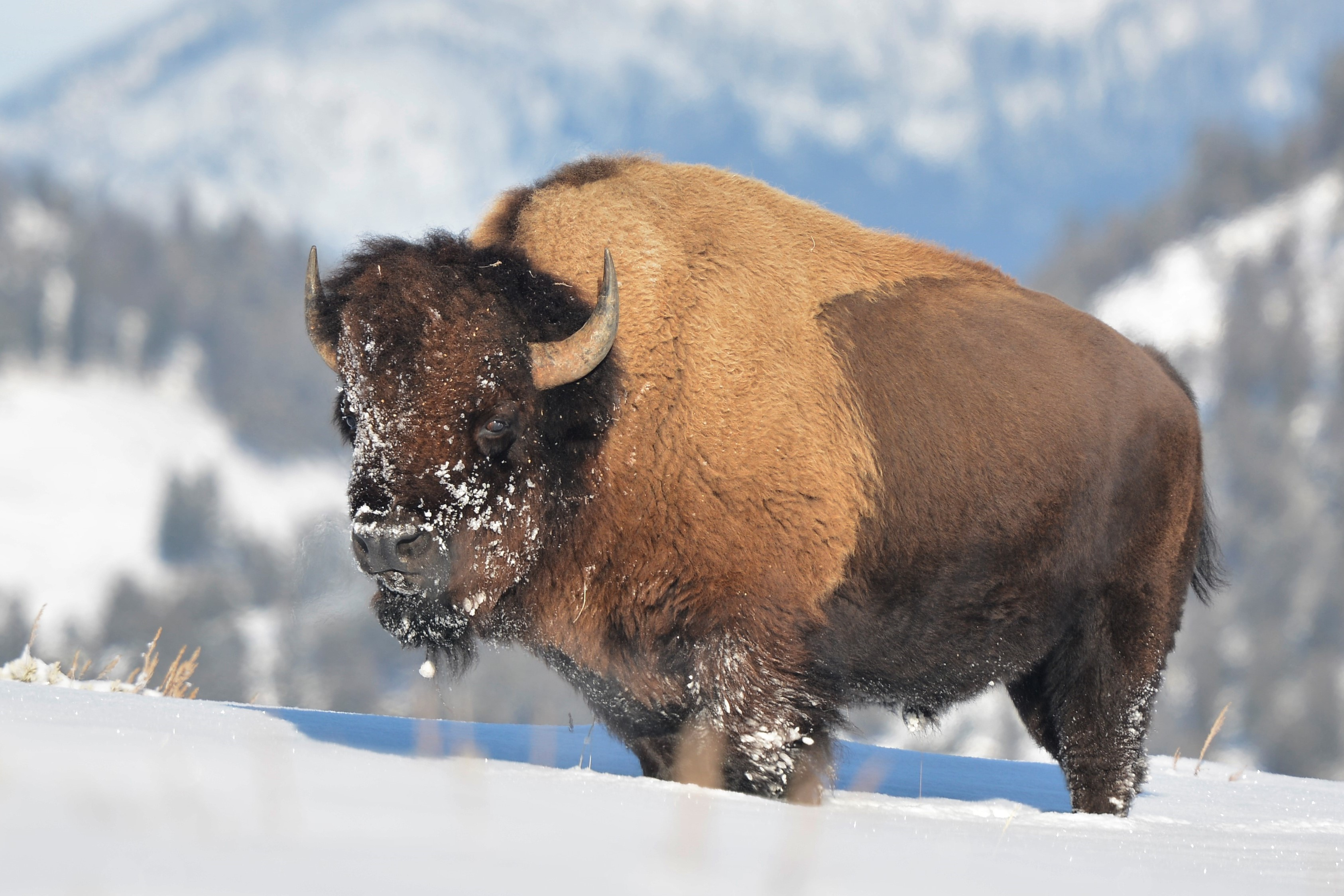
Bison d'Amérique en hiver. La neige sur sa face provient du fait que le bison cherche sa nourriture en écartant la neige au sol par des mouvements latéraux de sa tête.

Le bison possède un manteau d'hiver aux longs poils brun foncé et un pelage d'été plus léger, d’un brun plus clair. Le bison peut atteindre 2 mètres au garrot, 3,60 mètres en longueur ; il pèse en moyenne entre 450 et 900 kg. Les plus grands spécimens peuvent dépasser 1 000 kg. La tête et le train avant sont énormes. Les femelles comme les mâles sont dotés de deux cornes courtes et incurvées, qu'ils utilisent dans leur lutte pour obtenir un meilleur rang à l'intérieur du troupeau et pour la défense. Le bison s’accouple en août et septembre et un seul veau de couleur rouge-brun naît au printemps suivant. Sa mère l'allaitera pendant un an. Les bisons sont adultes à l'âge de trois ans et ont une espérance de vie de 18 à 22 ans, ou de 35 à 40 ans en captivité.
Le bison blanc est un phénomène rare lié à un gène récessif, se manifestant chez un animal né avec une fourrure brun-rougeâtre qui devient blanche à l’âge adulte. L'animal n'est pas un véritable albinos, car la couleur de l'œil est normale, comme c’est le cas pour l’ours.

### Morphologie
- longueur du corps : 2 à 3,5 m
- longueur des cornes : latérales, 40 cm
- hauteur au garrot : 1,5 à 2 m
- poids adulte : 500 à 600 kg pour les femelles, 800 à 1 100 kg pour les mâles.

### Physiologie
- maturité sexuelle : 2 ans 1/2
- gestation : 9 mois

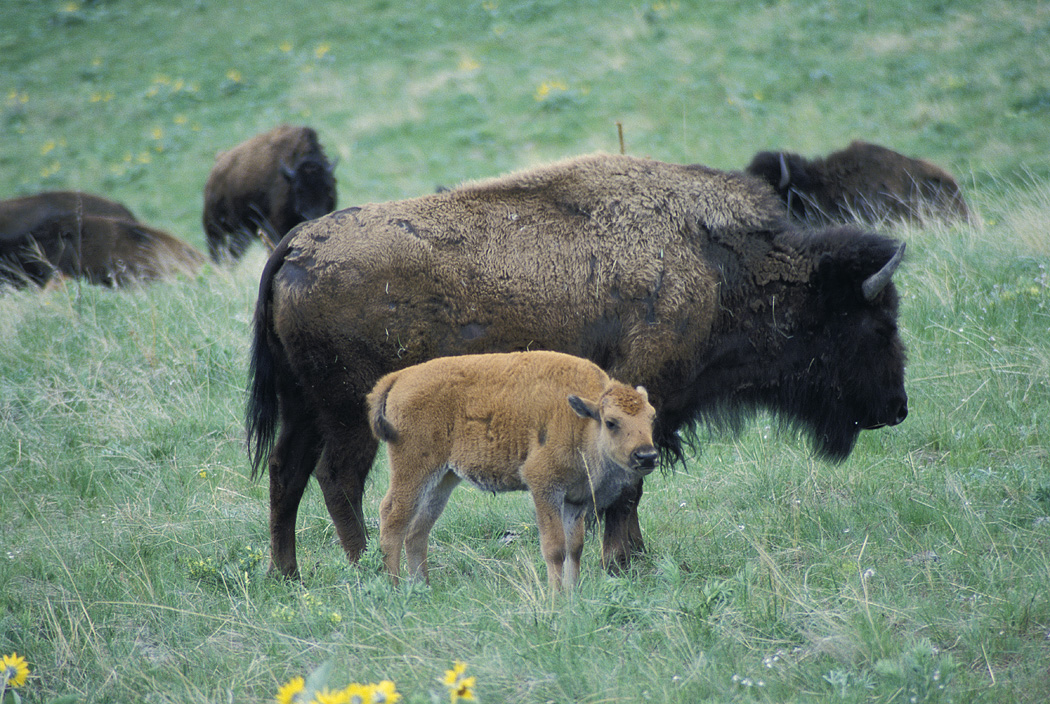
Bison femelle et petit.

- nombre de jeunes par portée : un, très rarement deux (la mère délaisse alors le plus faible, généralement condamné)
- nombre de portées par an : une, période de rut en juillet-août, mises-bas en avril-mai
- longévité
  - libre  : 18 à 22 ans
  - captif : 25 à 30 ans voire plus de 30 ans.

### Comportements reproductifs

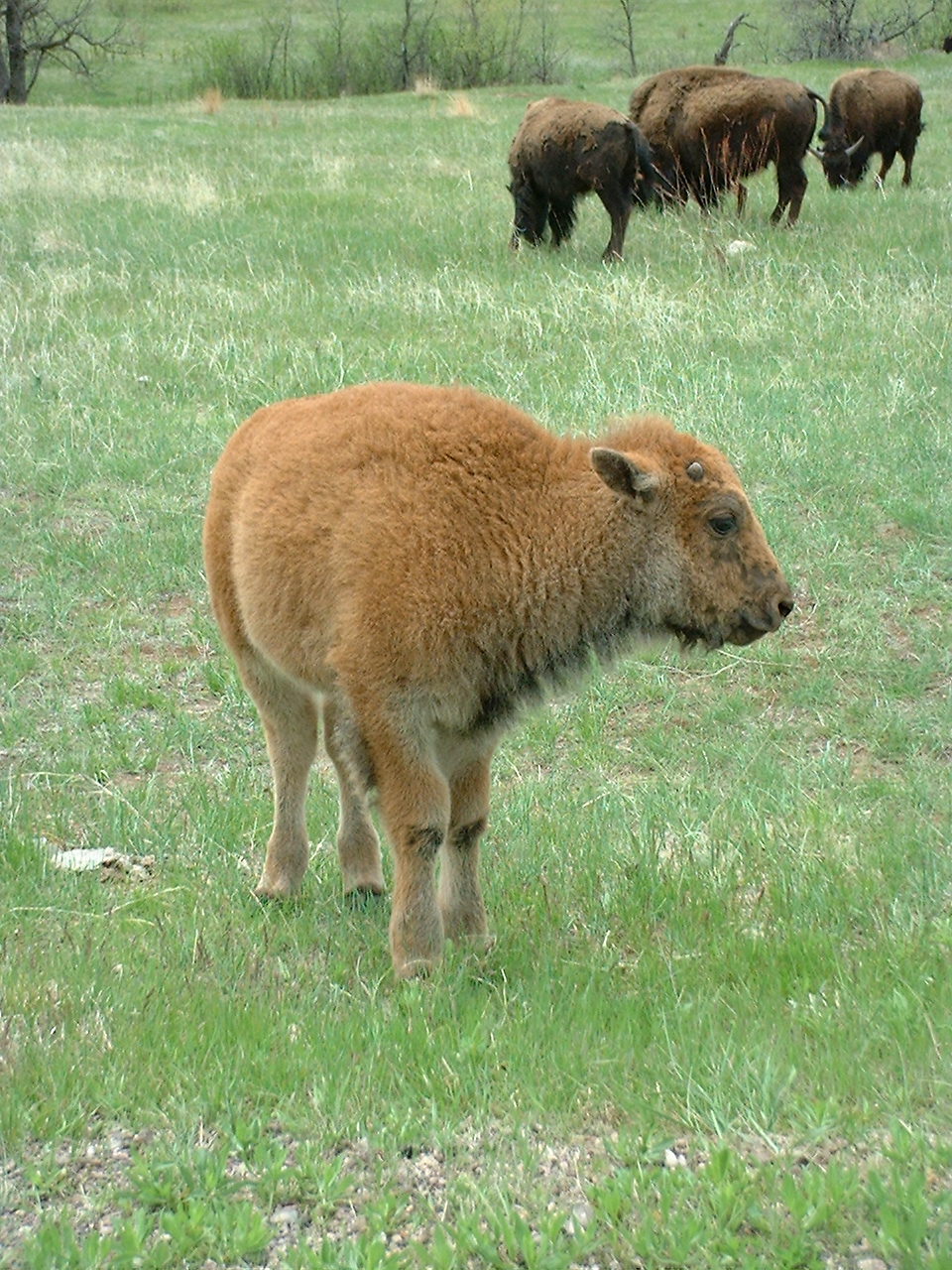
Un jeune bison à la fin du mois de mai au parc d'État de Custer, au Dakota du Sud.

Les bisons d'Amérique sont polygames : les mâles dominants règnent sur un harem de femelles avec lesquelles ils s'accouplent. Les mâles solitaires courtisent les femelles jusqu’à ce qu’elles leur permettent de s'accoupler, les suivant et les surveillant pour chasser les mâles concurrents.
Lors des parades nuptiales, les mâles se livrent des combats avant lesquels ils se roulent dans leur urine pour s’imprégner de leur odeur hormonale et grattent la terre pour intimider leurs rivaux. Ces combats de quelques secondes pour la plupart peuvent conduire à une mise à mort portée par un coup de corne fatal.
Des comportements homosexuels allant jusqu’au simulacre d’accouplement sont fréquents chez les bisons. La cérémonie de l’Okipa chez les Indiens Mandans se termine par un rituel mettant en scène ce comportement, pour « assurer le retour du bison au cours de la saison à venir ». Les Lakotas se réfèrent à eux comme étant des pte winkte — pte signifiant  « bison » et winkte signifiant « deux-esprits ».

### Régime alimentaire
Le bison est un herbivore qui consomme diverses herbacées, dont le panic érigé, l'Herbe des Indiens (Sorghastrum nutans), l'East Gamagrass (Tripsacum dactyloides), la grande et petite Bluestem (respectivement Andropogon gerardii et Schizachyrium scoparium) et d'autres graminées de prairie ou de jeunes plants de végétaux ligneux.

## Origines
Bien avant l'arrivée des humains en Amérique du Nord, le bison a été le principal grand mammifère colonisateur du continent, y prospérant mieux que bien d'autres herbivores dont les chevaux et mammouths. Le début de son expansion et l'explication de cette aptitude à coloniser une vaste aire sont restés un mystère jusqu'à une époque récente. Des analyses génomiques récentes faites à partir de plus de 40 fossiles, ont levé le voile, montrant que les ancêtres des actuels bisons sont arrivés entre 195 000 et 135 000 ans AP (Avant le Présent), soit au moins 110.000 ans avant les humains, mais il a fallu environ 20 000 ans à ces animaux pour se répandre sur presque tout le continent, en profitant des zones libres de glace, avant d'être confrontés aux humains et alors que d'autres grands mammifères nord-américains connaissaient une crise d'extinction entre 40.000 et 10.000 AP pour finalement aussi subir des croisements avec des bovins domestiques.

## Prédateurs

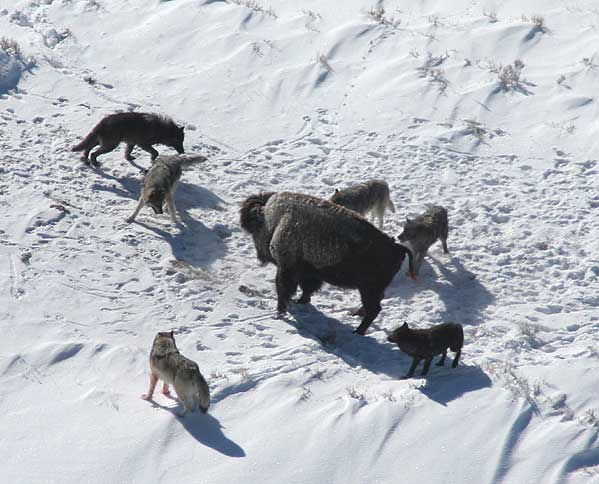
Meute de loups gris encerclant un bison.

Outre l'homme, les prédateurs du bison d'Amérique sont le puma, le loup et le grizzli.

## Le bison et l'Homme

Répartition primitive du bison des plaines et du bison des bois en Amérique du Nord. Le bison de l'Holocène (Bison occidentalis) est une forme primitive à l'origine du bison des plaines et du bison des bois.   - Bison de l'Holocène - Bison des bois - Bison des plaines
Carte du déclin de la population et de la répartition du bison jusqu'en 1889 d'après le travail de William Hornaday.   - Répartition précoloniale - Répartition en 1870 - Répartition en 1889.
Répartition des troupeaux de bisons des plaines sur les terres publiques et des troupeaux de bisons des bois captifs ou en liberté en Amérique du Nord en 2003.

### Le retour du bison

Bison photographié par Eadweard Muybridge (1887).

Il n’existait plus que 750 bisons en 1890. Le zoo du Bronx a conservé un troupeau en captivité, dont une partie a été transportée au début du XXe siècle au parc national de Yellowstone afin de compenser la faiblesse des troupeaux autochtones (que le braconnage avait réduit à quelques dizaines d'animaux), en complément d’animaux transplantés d'autres réserves d’animaux sauvages. Certains de ces derniers provenaient du ranch de Charles Goodnight au Texas.
Un certain nombre de troupeaux de propriétaires privés ont également été reconstitués à partir de cette population. La population de bisons américains a connu une croissance rapide et est estimée actuellement à 350 000 individus, mais ce chiffre est à comparer à une population estimée à 60-100 millions au cours du deuxième quart du XIXe siècle. Les troupeaux actuels, néanmoins, sont presque tous partiellement issus de croisements avec d'autres bovins,,,. Aujourd'hui, il existe seulement quatre troupeaux génétiquement distincts[pas clair], et un seul qui soit également indemne de brucellose : il se trouve au parc national de Wind Cave. Une population issue du troupeau de Wind Cave a été récemment établie au Montana par le WWF.
Au Canada, la population de bison des bois, espèce protégée, est actuellement estimée à 11 433 individus, dont plus de la moitié dans des troupeaux sauvages touchés soit par la tuberculose soit par la brucellose. Le plus grand troupeau vit dans les Territoires du Nord-Ouest, au sanctuaire du bison de Mackenzie.
Toujours au Canada, l'élevage qui ne concerne que le bison des plaines porte environ sur 250 000 animaux possédés par 2 000 éleveurs

### Le bison d'Amérique de nos jours
La chasse est autorisée actuellement à petite échelle dans certaines zones. Au Montana, les éleveurs de bétail sont préoccupés par la propagation chez leurs bovins de la brucellose transmise par des bisons infectés qui errent en dehors des limites du parc national de Yellowstone. En 2005, une chasse publique au bison limitée à 50 licences a été établie, puis suspendue, et rétablie par l'État.

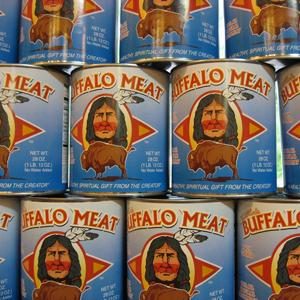
Viande de bison en vente aux États-Unis.

Les bisons sont maintenant élevés pour la viande et la peau. Plus de la moitié des 800 000 bisons restants sont élevés pour la consommation humaine. La viande de bison a une teneur plus faible en graisse et en cholestérol que la viande bovine, ce qui a conduit au développement du Beefalo, un hybride fertile du bison et du bœuf domestique. En 2005, environ 35 000 bisons ont été abattus pour leur viande aux États-Unis, avec le National Bison Association et le département de l'Agriculture des États-Unis (USDA), qui développe un programme de « bison americain certifié » (Certified American Buffalo) avec une traçabilité de la naissance au consommateur par un suivi du bison par puces RFID auriculaires. Le plus important éleveur de bison est Ted Turner qui, avec ses 14 ranchs, posséderait environ 50 000 têtes.
Au Canada, on estimait que les abattages concernaient 23 000 animaux en 2009, pour un élevage portant sur environ 180 000 animaux. Le recensement de 2016 a compté 119 314 bêtes d'élevage au sein de 975 fermes et ranchs. L'hybridation a été beaucoup moins courante au Canada qu'aux États-Unis.
Des études génétiques récentes sur les troupeaux de bisons de propriétaires privés montrent que beaucoup d'entre eux sont des animaux possédant des gènes de bœuf, il existerait seulement 12 000 à 15 000 bisons de race pure dans le monde. Les chiffres sont incertains parce que les tests utilisés jusqu'à présent sont fondés sur l’analyse de l’ADN mitochondrial et, par conséquent, ne décèlent pas les gènes hérités des bovins provenant de la lignée mâle. La plupart des hybrides sont d’apparence identique à celle des bisons de race pure.
Le projet American Prairie Reserve vise à réintroduire des troupeaux de bisons dans un écosystème de prairie au Montana.

## Le bison comme symbole

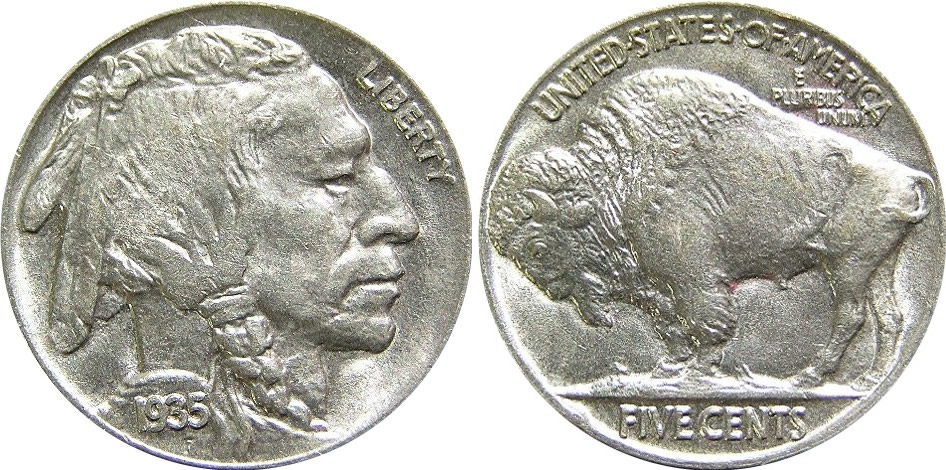
Un buffalo nickel, ou Indian Head nickel, de 1935. Il fut produit de 1913 à 1938.

Le bison américain a été représenté sur la face arrière des buffalo nickel, une pièce de monnaie des États-Unis de 5 cents en circulation de 1913 à 1938. En 2005, la United States Mint a édité une nouvelle pièce de 5 cents en alliage de nickel avec une représentation du bison dans le cadre de sa série Westward Journey, ainsi que le quarter (25 cents) de l'État du Kansas dans le cadre de sa série 50 State Quarters. Le Kansas State Quarter ne représente que le bison et ne possède aucune inscription chiffrée.
Le bison est un symbole du Manitoba, de la Police montée du Canada, de l'université Bucknell, de l’université du Colorado, l'université Lipscomb, l'université Marshall, le Parti de l'indépendance du Minnesota et de l'Université d'État du Dakota du Nord. Il est aussi couramment utilisé comme un symbole de la ville de Buffalo, dans l’État de New York, bien que le nom de cette ville ne vienne pas de l'animal. Le bison est également l’animal symbolique de l'État du Wyoming.
Custer State Park dans le Dakota du Sud héberge 1 500 bisons, l'un des plus grands troupeaux publics du monde.
Un projet connu sous le nom de Buffalo Commons a été élaboré par une poignée d'universitaires et de décideurs politiques pour restaurer une grande partie de la portion sèche des Grandes Plaines pour reconstituer les prairies originelles où paissaient des bisons. Les promoteurs du projet soutiennent que l'utilisation agricole des prairies à herbe courte n’est pas écologiquement durable, en rappelant les catastrophes survenant périodiquement telles que le Dust Bowl et la diminution significative de la population au cours des 60 dernières années. Toutefois, ce plan est rejeté par pratiquement tous ceux qui vivent dans cette région et n'a jamais avancé au-delà des études préliminaires.

## Dangers

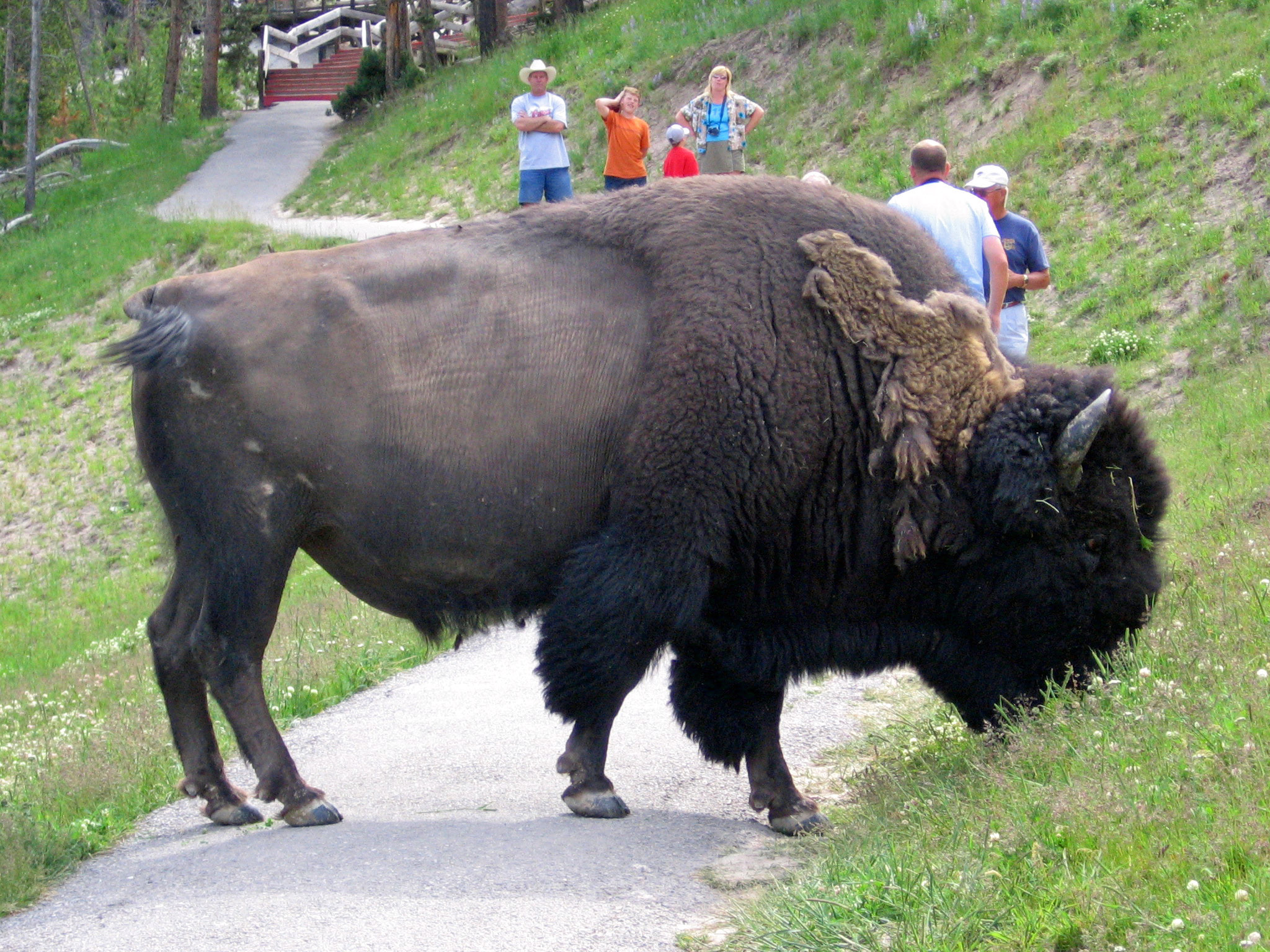
Pâturage au parc national de Yellowstone.

Les bisons font partie des animaux dont la rencontre est la plus dangereuse pour les visiteurs des différents parcs nationaux américains, notamment le parc national de Yellowstone. Même s'ils ne sont pas carnivores, ils peuvent attaquer les humains, en cas de provocation ou de sentiment de danger. Apparemment lents, compte tenu de leurs mouvements plutôt léthargiques, ils sont cependant tout à fait capables de surclasser les humains en vitesse — on les a vus courir à des vitesses allant jusqu’à 50 km/h en moyenne avec des pointes à 73 km/h. Leur comportement grégaire les fait rapidement passer de la marche à la course. Ils doivent généralement être considérés comme aussi dangereux que les ours. Des gens ont été piétinés et blessés par les bisons dans les parcs nationaux. De façon inattendue compte tenu de leur taille et de leur morphologie, les bisons ont également la capacité de sauter haut.